# Aarne Pelkonen
Aarne Eliel Tellervo Pelkonen (Yakkima, 24 novembre 1891 – Helsinki, 6 novembre 1949) è stato un ginnasta finlandese.

## Palmarès

### Olimpiadi
- 1 medaglia:
  - 1 argento (Stoccolma 1912 nel concorso libero a squadre)